# Hortensia Papadat-Bengescu
Hortensia Papadat-Bengescu (n. 8 decembrie 1876, Ivești, România – d. 5 martie 1955, București, România) a fost o  prozatoare, romancieră și nuvelistă importantă din perioada interbelică.

## Biografie
Hortensia Bengescu s-a născut în anul 1876 în Ivești, județul Galați. A fost fiica generalului Dimitrie Bengescu (fratele generalului dramaturg George Bengescu-Dabija) și a profesoarei Zoe Bengescu (n. Ștefănescu), deținea o locuință spațioasă și un parc întins patriarhal. Până la 11 ani învățase, în casă, cu mama ei, scrisul, cititul și limba franceză. Apoi a fost înscrisă la Institutul de studii liceale pentru domnișoare „Bolintineanu” din București unde și-a îmbunătățit franceza, a învățat limba germană, a exersat pianul și a deprins pictura. După absolvirea Institutului, în 1894, s-a mutat, împreună cu familia sa, în Turnu Măgurele, unde tatăl ei, de acum colonel, fusese numit comandant al Regimentului de Dorobanți Teleorman.
În 1896, deoarece părinții au refuzat să îi îngăduie să studieze în Franța, pentru a-și obține independența, s-a căsătorit, fără încuviințarea paternă, cu magistratul Nicolae Papadat, doctor în drept la Liège, mai mare cu 16 ani decât ea. Tânărul cuplu își va petrece luna de miere în Elveția. După căsătorie va locui în Turnu Măgurele până în 1903. În 1898, a născut primul copil, Nicolae. Un an mai târziu, în primăvara lui 1899, a născut-o pe Zoe Hortense Louise. În 1900 s-a născut al treilea copil, Marcela; iar în 1902, al patrulea copil al scriitoarei, Dumitru George.

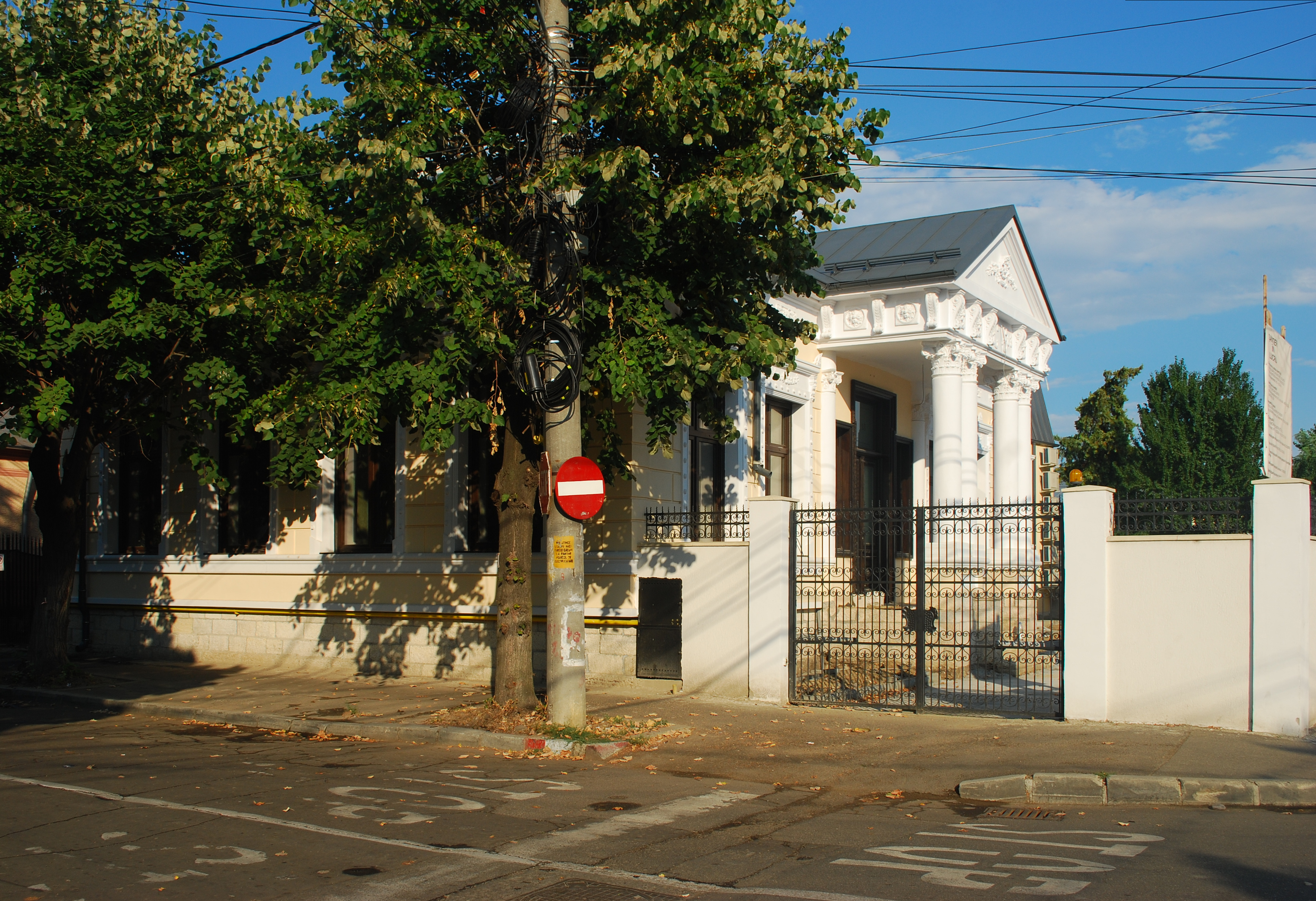
Casa unde a locuit Hortensia Papadat-Bengescu în Buzău

În 1903 familia Papadat s-a mutat la Buzău, în casa de pe Str. Independenței nr. 53, unde a locuit până în 1908. În 1906, pe 9 ianuarie/22 ianuarie, s-a născut ultimul copil al scriitoarei, Sofia Elena (Bibica, căsătorită Stamatiad). Din această perioadă datează prietenia cu pianista și scriitoarea Constanța Marino-Moscu, stabilită pe atunci în aceeași localitate. În 1911 s-a stabilit, pentru 10 ani, la Focșani, locuind într-un fost conac de secol al XIX-lea aparținând tatălui ei. A fost perioada când a început să frecventeze gruparea „Viața românească”, împrietenindu-se și corespondând cu Garabet Ibrăileanu și cu ceilalți membri ai grupării. După ce mama scriitoarei s-a stins din viață, Constanța Marino-Moscu a publicat volumul „Ada Lazu”, dedicat „Hortensiei Papadat”.

Casa memorială „Hortensia Papadat-Bengescu” din Ivești, Galați.

## Debutul literar
La 10 aprilie 1912 debutează publicistic în ziarul „La Politique“, sub pseudonimul „Loys“, cu un necrolog dedicat actorului Petre Liciu. Va mai publica aici și comentarii critice despre Henry Bataille și Marcel Prévost și, sub semnătura „Suzon“, cronici feministe. Încurajată de Constanța Marino-Moscu, trimite pagini de proză redacției „Viața Românească“. În 1913 debutează ca prozatoare sub semnătura „Hortensia P.B.” în „Viața Românească”, unde George Topârceanu îi publică poemul în proză Viziune. În 1916, după ce împlinește vârsta de 40 de ani, Hortensia Papadat-Bengescu trimite primul ei manuscris la „Viața Românească”. Debutează editorial în 1919 cu volumul „Ape adânci”, lăudat de Garabet Ibrăileanu: „Când ai isprăvit de citit volumul d-nei Hortensia Papadat-Bengescu, din suma impresiilor care-ți rămân, două se degajează: mai întâi originalitatea operei și caracterul ei eminamente feminin”. În timpul Primului Război Mondial, lucrează ca infirmieră voluntară la Crucea Roșie, mai exact în gara Focșani, experiența fiind apoi relatată în romanul Balaurul. 
Din anul 1919, începe să colaboreze  cu cenaclul criticului Eugen Lovinescu și să publice în revista acestuia, Sburătorul. De acum, rolul hotărâtor în orientarea prozatoarei spre romanul european modern, îl are Eugen Lovinescu, unul din puținii susținători ai scriitoarelor femei. Toate romanele sale vor fi citite întâi în cenaclu și apoi publicate. Scriitorul preferat al autoarei este Marcel Proust, a cărui metodă de creație o regăsim, mai mult sau mai puțin, și în romanele ei. Autoarea scrie și publică mai multe volume de nuvele. A fost supranumită „Marea Europeană”, o recunoaștere a meritelor ei evidente în modernizarea romanului românesc și sincronizarea lui cu cel european. 
La îndemnul lui Eugen Lovinescu, evoluează spre o proză „obiectivă”, așa cum se va vedea în ciclul familiei Hallipa (Fecioarele despletite, Concert din muzică de Bach, Drumul ascuns, Rădăcini). Din 1933, se stabilește în capitală. Scrie Logodnicul (1933), și, în 1946, obține Premiul Național pentru proză. Restul proiectelor de romane rămân nefinalizate. 
Interzisă de regimul comunist și trăind la bătrânețe fără mijloace de subzistență, Hortensia Papadat-Bengescu a murit dată complet uitării de colegi și de criticii literari, la data de 5 martie 1955 la București, la vârsta de 79 de ani. După 1965, a fost treptat reintegrată în circuitul literar și academic.

## Opera literară
Începuturile literare ale Hortensiei Papadat-Bengescu, situate sub semnul colaborării cu revista Viața românească, se caracterizează printr-o proză de fină analiză a celor mai subtile reacții ale sufletului feminin. Prozatoarea suplinește „un deficit colosal de existență” (Femei, între ele) urmărind atent „perpetua mișcare interioară a gândului în mers”. Scrieri precum Ape adânci, Femeia în fața oglinzii sunt realizate predominant dintr-o perspectivă care se apropie de o minuțioasă notare a senzațiilor, „extazul lent al miracolului de a exista”.
Participarea scriitoarei la ședințele cenaclului Sburătorul, căruia îi și dedică de altfel primele ei  romane, îi influențează modalitatea de expresie literară, îndrumând-o spre extinderea câmpului de observație.
Investigația psihologică se adâncește în romanele Fecioarele despletite, Concert din muzică de Bach, Drumul ascuns, Rădăcini și se întregește cu o incisivă prezentare a mediului social. Criticul Sburătorului, Eugen Lovinescu, vedea în opera Hortensiei Papadat-Bengescu o ilustrare a evoluției necesare de la subiectiv la obiectiv în cadrul prozei românești, dublată de cea de la rural la urban, notând totodată „lirismul vehement al acestei harpe zguduite de vânturile pasiunilor neostoite”.
Opera scriitoarei ilustrează și un alt principiu lovinescian, acela al inspirației citadine. Marele oraș este mediul în care evoluează cu naturalețe personajele Hortensiei Papadat-Bengescu. Cetatea vie, cum numește Bucureștii Mini, personajul romanului „Fecioarele despletite”, nu mai reprezintă, ca pentru literatura de inspirație sămănătoristă a începutului de secol, un loc al pierzaniei, al tuturor viciilor, ci un cadru normal de viață. G. Călinescu admira „lunga, fina, inteligenta clevetire de femeie de lume” din proza sa.
Romanele Fecioarele despletite, Concert din muzică de Bach, Drumul ascuns și Rădăcini alcătuiesc ciclul Hallipilor, numit astfel după familia ai cărei reprezentanți se află în centrul acțiunii care cuprinde și alte familii legate prin rudenie, prietenie sau interes, precum Rim, Drăgănescu sau Maxențiu. Această creație a scriitoarei reprezintă cel de-al doilea ciclu de romane din literatura română după Ciclul Comăneștenilor de Duiliu Zamfirescu.
Din punct de vedere social, personajele romanelor din ciclul Hallipilor sunt în majoritate îmbogățiți de dată recentă care își pun întreaga energie nu în slujba dobândirii de avere, ci în serviciul parvenirii în ierarhia socială, pentru a li se uita originea umilă și a pătrunde în societatea înaltă. Acest snobism, comparabil cu cel al personajelor lui Marcel Proust, este evident în cazul unor personaje ca Ada Razu și Coca-Aimée.
Viziunea lipsită de iluzii, adesea grotescă, a acestei lumi pe care o oferă romanele Hortensiei Papadat-Bengescu se sprijină pe modalități narative moderne ce adâncesc perspectiva. Astfel, prezentarea evenimentelor și a personajelor de către narator alternează cu introspecția (analiza psihologică întreprinsă de către personajul însuși) și cu diferitele puncte de vedere asupra aceleiași situații. Apar și personajele-reflector, Mini și Nory, din perspectiva cărora sunt prezentate o mare parte din evenimente și personaje; cititorul află despre situația din familia Rim sau despre cauza suferinței Lenorei, de exemplu, pe măsură ce Mini și Nory iau ele însele cunoștință de aceste lucruri. „La domnia sa lumea și viața stau pe loc, pe când scriitorul își schimbă neîncetat unghiul de observație” (L. Rebreanu).
Boala ocupă, programatic, un loc important în opera scriitoarei. Într-un interviu, Hortensia Papadat-Bengescu se arată mirată că boala nu apare în aceeași măsură, ca temă centrală, la toți romancierii, ea reprezentând „compromisul firesc dintre viață și moarte”. De asemenea, scriitoarea acordă atenție problemelor eredității, interesată constant de detectarea și definirea „trupului sufletesc”.
Romanele Hortensiei Papadat-Bengescu sunt, prin acuitatea observației și prin complexitatea tehnicilor de analiză, printre primele realizări de prestigiu ale prozei psihologice românești.

## Distincții
- Ordinul Muncii clasa I (21 august 1954) „pentru merite deosebite pe tărâmul construcției de stat, economice, sociale și culturale, cu ocazia celei de-a zecea aniversări a eliberării patriei noastre”[15]

## Opera antumă și postumă

### Culegeri de nuvele și schițe, scurte romane
- Ape adânci (1919)
- Sfinxul (1920), devenit Lui don Juan în eternitate
- Femeia în fața oglinzii (1921)
- Balaurul (1923)
- Romanță provincială (1925)
- Desenuri tragice (1927)

### Dramaturgie
- Povârnișul (1915)
- Bătrânul (1920)
- Teatru ediție de Eugenia Tudor-Anton, (1965), 
  - Bătrânul,
  - A căzut o stea,
  - Medievala,
  - Sora mea, Ana.

### Ciclul Hallipilor (romane)
- Fecioarele despletite (1925)
- Concert din muzică de Bach (1927)
- Drumul ascuns (1932)
- Rădăcini (1938)

### Alte romane
- Logodnicul, 1935
- Străina, manuscrisul de 1.000 de pagini a fost descoperit de doamna Gabriela Omăt, care se va ocupa de editarea lui.